# St. Maria Schnee (Prag)

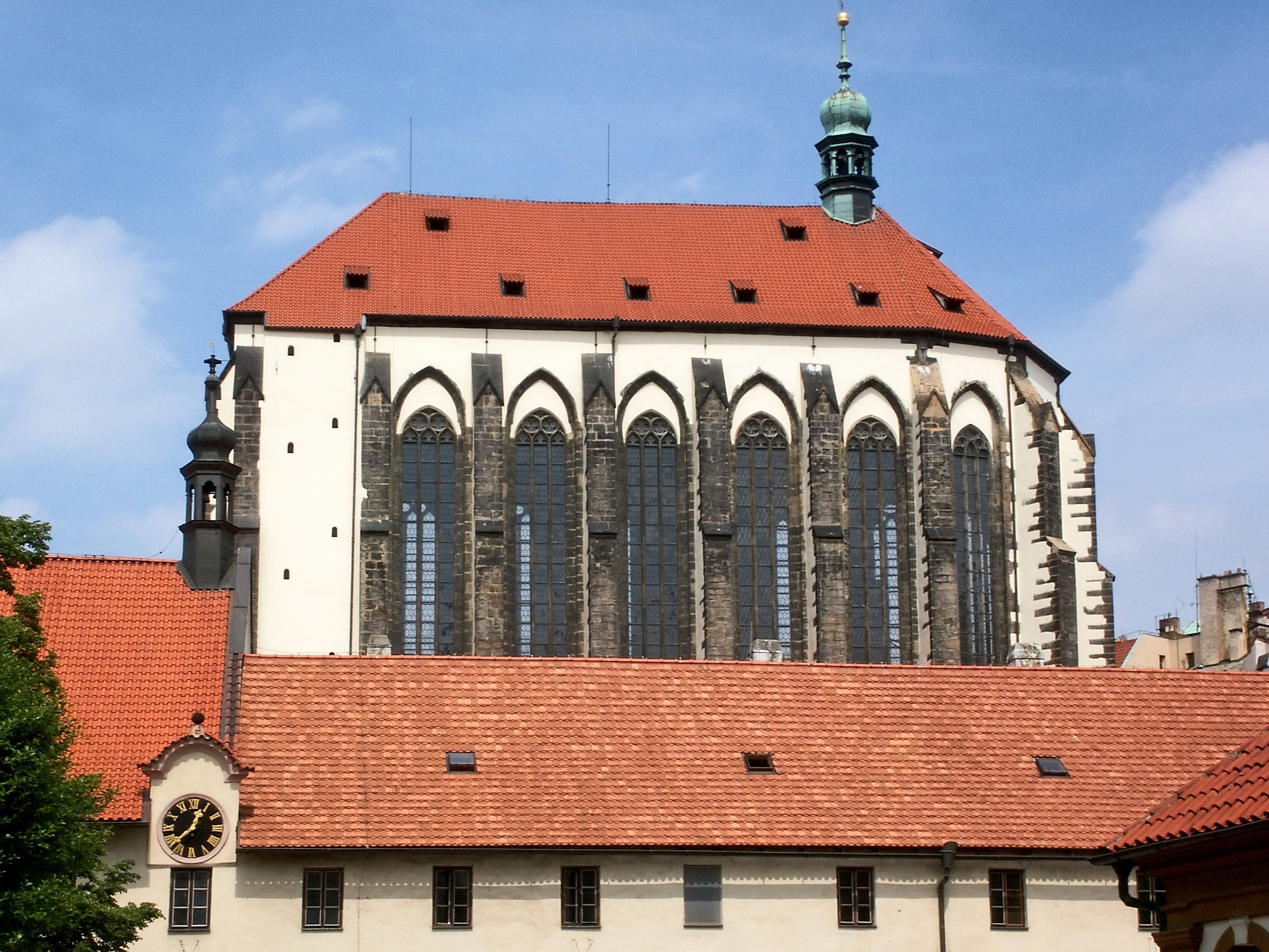
Südansicht vom Franziskaner-Klostergarten

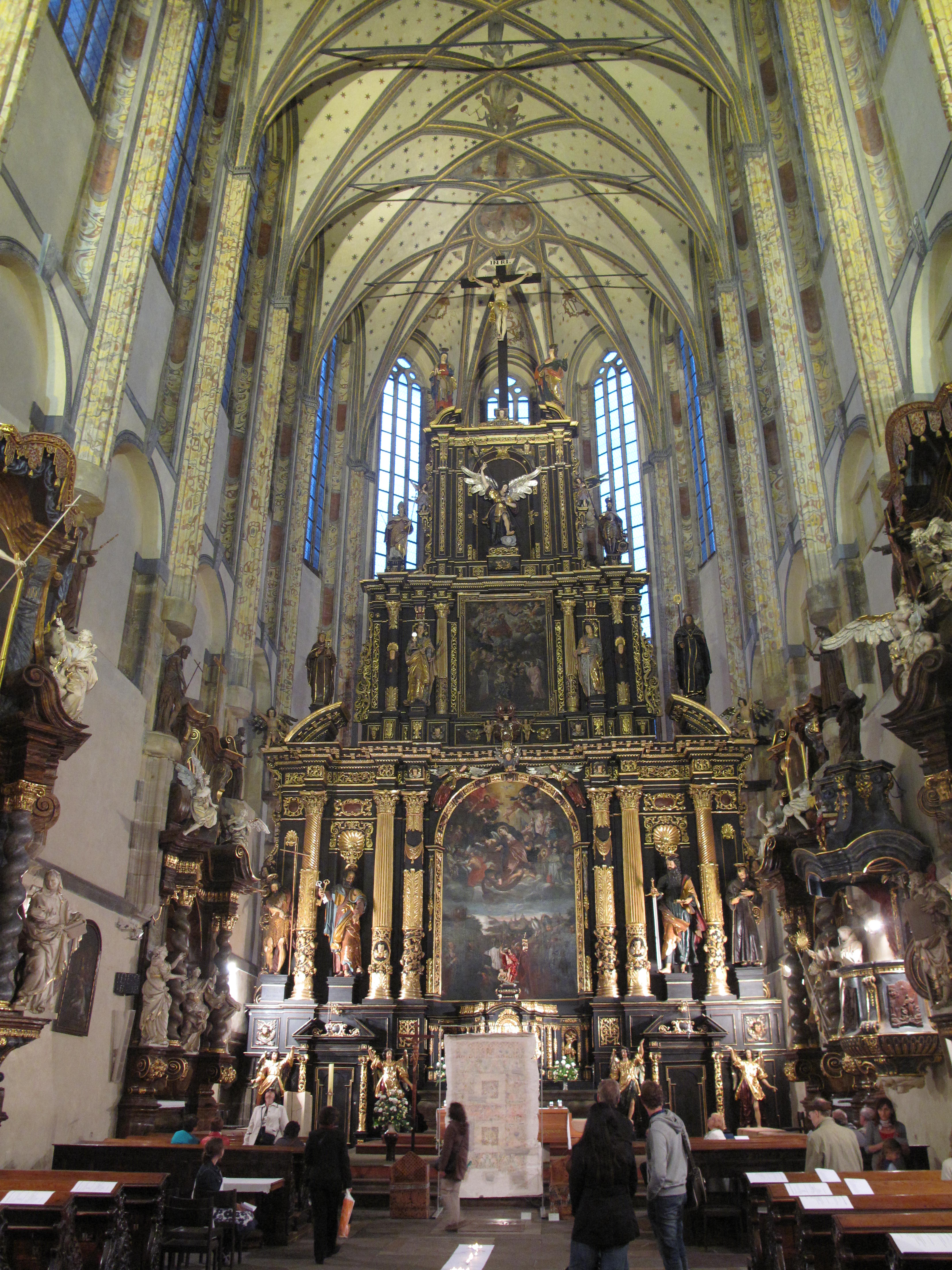
Frühbarocker Hochaltar und Netzgewölbe

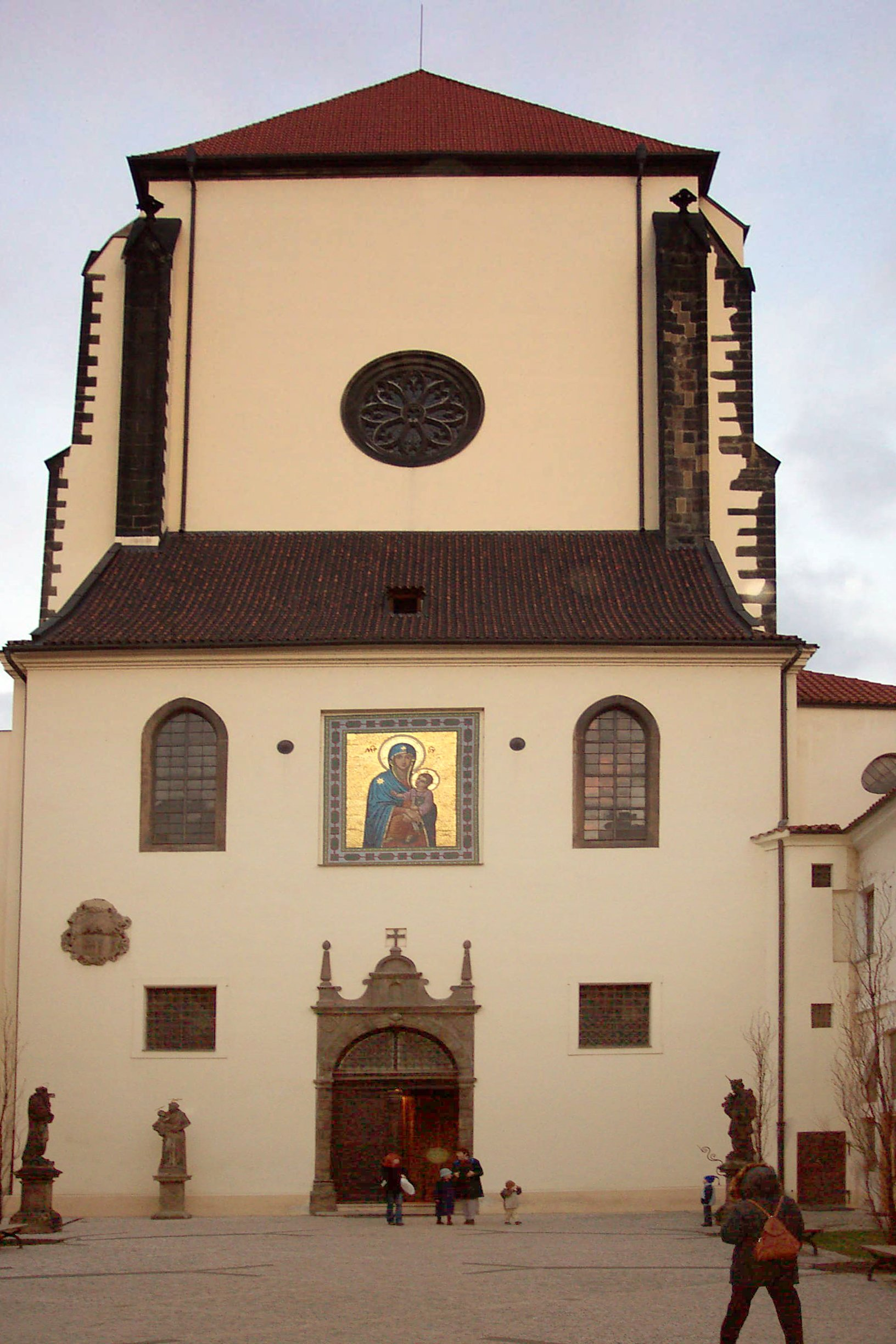
Eingangshof an der Westseite

Die Kirche St. Maria Schnee (Chrám Panny Marie Sněžné) ist ein Kirchengebäude in der tschechischen Hauptstadt Prag.

## Geschichte
Noch bevor der Rossmarkt (Koňský trh), der heutige Wenzelsplatz (Václavské náměstí), mit der Gründung der Prager Neustadt von Karl IV. angelegt wurde, war im unteren Teil bereits das Karmelitenkloster St. Maria (im) Schnee (Klášter Panny Marie Sněžné) gegründet worden, dessen Grundstein Karl IV. selbst im September 1347 zum Gedenken an seine Krönung zum böhmischen König gelegt hatte.
Der Kirche kam aufgrund ihrer Lage an der Nahtstelle zwischen Neu- und Altstadt sowie in der Mitte der neuen Stadtanlage von vornherein eine besondere Bedeutung zu, die ihren Ausdruck auch in der Architektur erhalten sollte.
Nachdem zunächst eine kleinere Kirche, deren Überreste an der Nordseite des Chores noch zu erkennen sind, und die Klausuranlagen errichtet worden waren, wurde wahrscheinlich 1379 mit dem Bau einer dreischiffigen Basilika begonnen, die mit einer geplanten Länge von über 100 Metern sogar den Veitsdom übertroffen hätte. Bis 1397 konnte jedoch nur das Presbyterium vollendet werden, das mit 39 m das höchste der Stadt war. Der bereits begonnene Bau des Langhauses wurde durch die Hussitenkriege unterbrochen, der bereits fertiggestellte Turm zerstört. Teile der begonnenen nördlichen und südlichen Seitenschiffe sind in den Barockkapellen im Vorhof verbaut.
Im beginnenden 15. Jahrhundert war die Kirche ein Zentrum des radikalen Flügels der Hussitenbewegung und Wirkungsort des hussitischen Predigers Jan Želivský. Von hier nahm der bewaffnete Marsch zum Neustädter Rathaus 1419 seinen Anfang. Želivský wurde am 9. März 1422 in der Altstadt hingerichtet und in seiner Kirche beigesetzt.

## Architektur
Nachdem im 16. Jahrhundert die Kirche verödet und das ursprüngliche Gewölbe eingestürzt war, fügten die ab 1603 hier angesiedelten Franziskaner ein neues, niedrigeres Netzgewölbe im Renaissancestil ein. Dabei wurden auch die Fensterbahnen heruntergezogen, ein neues, vereinfachtes Maßwerk eingepasst und eine neue Stirnwand im Westen errichtet. Einige Jahre später erhielt die Kirche einen frühbarocken Hochaltar, den höchsten Altar in Prag. Zur gleichen Zeit erhielt auch das ehemalige Klostergebäude an der Südseite sein heutiges barockes Äußeres. Erhalten haben sich jedoch die gotischen Kellergewölbe in der Weinstube "U Františků" im Garten des ehemaligen Franziskanerklosters.

## Tympanonrelief
Von besonderer kunstgeschichtlicher Bedeutung ist das Tympanonrelief am Nordportal der Kirche aus der Mitte des 14. Jahrhunderts. Das Original befindet sich heute in der Nationalgalerie im St.-Georg-Kloster. Es zeigt im oberen Teil einen Gnadenstuhl und darunter eine Marienkrönung (wohl nicht ursprünglich). Bei den Assistenzfiguren handelt es sich wahrscheinlich um die Darstellung des Königs Johann von Luxemburg mit Löwenschild und Karl IV. als Markgraf von Mähren.

## Legende Maria Schnee
Der ungewöhnliche Name geht auf eine alte Marienlegende zurück. Nach dieser erschien einem römischen Christen im Jahr 325 Maria im Traum und gebot ihm, an jener Stelle eine Kirche zu bauen, an der am nächsten Morgen Schnee liegen würde. Es war August, so dass der Römer zunächst an der Erscheinung zweifelte. Aber als er aus dem Fenster sah, lag der Hügel Esquilin unter einer dichten Schneedecke. Der Mann errichtete daraufhin dort eine Kirche und weihte sie Maria im Schnee. Die der Legende nach so entstandene Kirche ist Santa Maria Maggiore. Das Patrozinium verbreitete sich dann allmählich, ist insgesamt aber selten.